# Colegio de Abogados de Israel
El Colegio de Abogados de Israel (en inglés: The Israeli Bar Association) (en hebreo: לשכת עורכי הדין בישראל) (transliterado: Lishkat Orchei HaDin BeYisrael) es la asociación de los abogados israelíes. La asociación está organizada en forma de corporación, cuenta con un comité central, una asamblea nacional y cinco distritos regionales.
La membresía en la organización es obligatoria para los abogados licenciados en Israel. Los cargos directivos son elegidos en unas elecciones que se celebran cada cuatro años. El presidente desde julio de 2007 hasta julio de 2011 fue Yori Geiron, un miembro del bufete de abogados Geraldson, Marks, & Xeno.
La asociación de abogados de Israel fue establecida en 1961 como una entidad estatutaria autónoma, que asegura los estándares y la integridad de la profesión legal de la abogacía en el Estado de Israel.
La ley israelí, empodera a la asociación de abogados con la autoridad para regular las formas éticas y disciplinarias, acreditar a sus miembros, supervisar los exámenes dos veces al año, y emitir licencias. Como un asunto de autoridad, la ley israelí empodera a la asociación para emprender acciones en beneficio de sus miembros, y para tomar medidas legales contra aquellos que sobrepasan los límites de la profesión. Se considera a la asociación como un gremio autoregulado, que ha sido creado bajo el concepto de que los abogados están mejor equipados para autodisciplinarse, sin la supervisión judicial o del gobierno de la nación.
A diferencia de en los EE. UU., donde los abogados deben buscar la aprobación de las cortes de cada estado donde desean practicar la abogacía, y deben obtener una licencia adicional para ejercer su profesión en las cortes federales. La membresía en la asociación de abogados israelí es obligatoria, y es la única asociación legal reconocida bajo la ley. Bajo el paraguas de la asociación, diferentes comités dedicados a casi cualquier aspecto imaginable de la ley convienen en una base voluntaria. Estos comités, de cualquier manera, tienen un rol muy limitado en la práctica diaria de la abogacía, y tienen una influencia mínima en el proceso de la redacción y la aprobación de leyes. Dos comités permanentes de la asociación, son el comité mandatario de mediación, y el comité del programa pro-bono.
En 2015, la organización religiosa rabínica sionista israelí "Tzohar", junto con la asociación de abogados de Israel, llegaron a un acuerdo prenupcial, para asegurar que las esposas que lo soliciten, puedan recibir un permiso para divorciarse, bajo dicho acuerdo el marido se compromete a pagar una suma elevada de dinero diariamente a su cónyuge en caso de separación.